# Strange Days (dal)
A Strange Days a The Doors együttes 1967-es, Strange Days című albumának egyik száma.  Az AllMusic kritikusa, Tom Maginnis véleménye szerint az énekes, Jim Morrison „az akkoriban feltörekvő hippi ifjúsági kultúra állapotán töpreng, és azon, hogy a többségi vagy »heteró« társadalom hogyan érzékeli őket”. A dal egyike azon legkorábbi számoknak, amelyekben Moog szintetizátor szerepel. (A hangszeren Morrison játszik.)

## Videoklip
A dalhoz két videoklip is készült. Az első klipben a színpad mögött és a színpadon látható a zenekar; Jim Morrison pedig elakad autójával laza homokban, majd csalódottan felugrik az autó motorháztetőjére. Az újabb klipben ugyanazok az artisták szerepelnek, mint a Strange Days borítóján. Emberekről készült, torzított képeket is látunk, melyek illeszkednek a dal furcsa témájához. Az új klipet összevágták az eredeti klip jeleneteivel.

## Fordítás
- Ez a szócikk részben vagy egészben  a   Strange Days (Doors song) című angol Wikipédia-szócikk ezen változatának fordításán alapul.  Az eredeti cikk szerkesztőit annak laptörténete sorolja fel. Ez a jelzés csupán a megfogalmazás eredetét és a szerzői jogokat jelzi, nem szolgál a cikkben szereplő információk forrásmegjelöléseként.

## Külső hivatkozások
- AllMusic